# Honda Crossroad
Crossroad са два отделни модела джипове, направени от Хонда. Единият от тях е представеният като модел на Хонда Ленд Ровър Дискавъри серия I, а другият – напълно различен автомобил, представен през 2008 година.

## Rebadged версия (1993 – 1998)
Хонда брандира като свой (rebadged) и продава моделът Crossroad, когато пазарните проучвания показват, че джиповете стават все по-популярни. Хонда купува правото за производство на Discovery I серията от Ленд Ровър и го продава на японския SUV пазар в рамките на кратък период от време, преди прекратяването на партньорството, когато БМВ купува Ленд Ровър. Имало е продажби на този модел и в Нова Зеландия.
От спирането на модела Crossroad на японския SUV пазар, поради прекратяването на партньорство с Ленд Роувър, Хонда заменя Corssroad с CR-V.
Crossroad е първият (и единствен) модел на Хонда с двигател V8.
Crossroad е на пазара в продължение на кратък период от време в Япония – от октомври 1993 г. до 1998 г.

### Проблеми
Проблеми, възникнали с маркетинга на Corssroad моделът в Япония. Например Хонда заплашила да прекрати връзките си с Land Rover след новината, че Rover е бил продаден на BMW.
Проблеми има не само с маркетинга, но също и механични. Тъй като моделът Crossroad е базиран на Land Rover Discovery, то и проблемите на Ленд Роувър с надеждността са същите и за Хонда Crossroad. През 1997 г. се налага Хонда да обяви кампания, въз основа на препоръка на Министерството на транспорта, във връзка с неизправност на заключващия механизъм на вратата от страната на водача, която би могла да позволи отваряне на врата по време на движение на автомобила. Изтеглени са около 4754 коли, произведени от юли 1995 г. до декември 1996 г.

## Нова версия (2008 – 2010)
Crossroad се използва отново като нов кросоувър SUV, пуснат на японския пазар през февруари 2007 г. за 2008 моделна година. Crossroad моделът има три реда седалки, които могат да настанят до 7 пътника. Той заменя HR-V модела за японския пазар.
Crossroad използва един от двата двигателя с обем 1,8 л и 2,0 л обем. Скоростната кутия е само 5-степенна автоматична. Системата на Хонда Real-time AWD е цялостно преработена за този модел. Тя работи в комбинация със системи за стабилност и контрол на сцеплението, както и спирачки с ABS. За първи път в Honda, Crossroad е бил оборудван със система за помощ при потегляне (Hill-Start Assist), която временно да поддържа налягане в спирачната система, след като педалът на спирачката е освободена и колата е на наклон. При нормални условия на движение Crossroad се държи като автомобил с предно предаване.
Според „AutoWeek“, Хонда е заявила, че няма да има внос на Crossroad в Северна Америка, тъй като подобен по размера модел – Element - заема неговото място. Хонда кросоувър гама от модели в САЩ и Канада вече имат по-малкия модел Element, а също и в средната ценова категория, CR-V и по-големият модел – Pilot, тъй като всички три модели са произвеждани в Северна Америка.
На 25 август 2010 г., компанията Honda публикува на своя японски сайт, че спира производството на Crossroad. Той е заменен с Vezel през 2013 година.